# PR-V 162
El PR-V 162 és un sender circular de Petit Recorregut que discorre per la Serra Perenxisa i alguns trams per dins del Paratge Natural Municipal de Torrent, al terme municipal de Torrent, Xiva de Bunyol i Godelleta.

## Característiques
Nom: PR-V162
Longitud: 18,6 km
Desnivell: 216 m
Zona: Serra Perenxisa (Torrent)
Tipus: Circular
Mapa I.G.N.: 721 (28-28) (Xest)
Dificultat: Mitjana

## Recorregut
S'inicia a la Urbanització Monte Levante (C/Doctor Bartual) amb el següent itinerari: camí de la serra, Urbanització Cumbres de Calicanto, Urbanització Serra Perenxisa, Barranc del Gallec, els Polvorins, Font de Calicanto, Presa del Poyo, Canyada real d'Aragó, Font de la Teula, Barranc de Cortixelles o de l'Horteta, Font de Muntanyana, Clot de Bailón, Els Arquets de Dalt i de Baix, Corral de Manyet, fins a arribar de nou a la Urbanització Monte Levante. Des de dalt de la serra hi ha unes vistes immillorables de la comarca de l'Horta i fins i tot de l'Albufera.

Tot el recorregut està marcat amb les dues línies horitzontals blanc i groc típiques del petit recorregut.

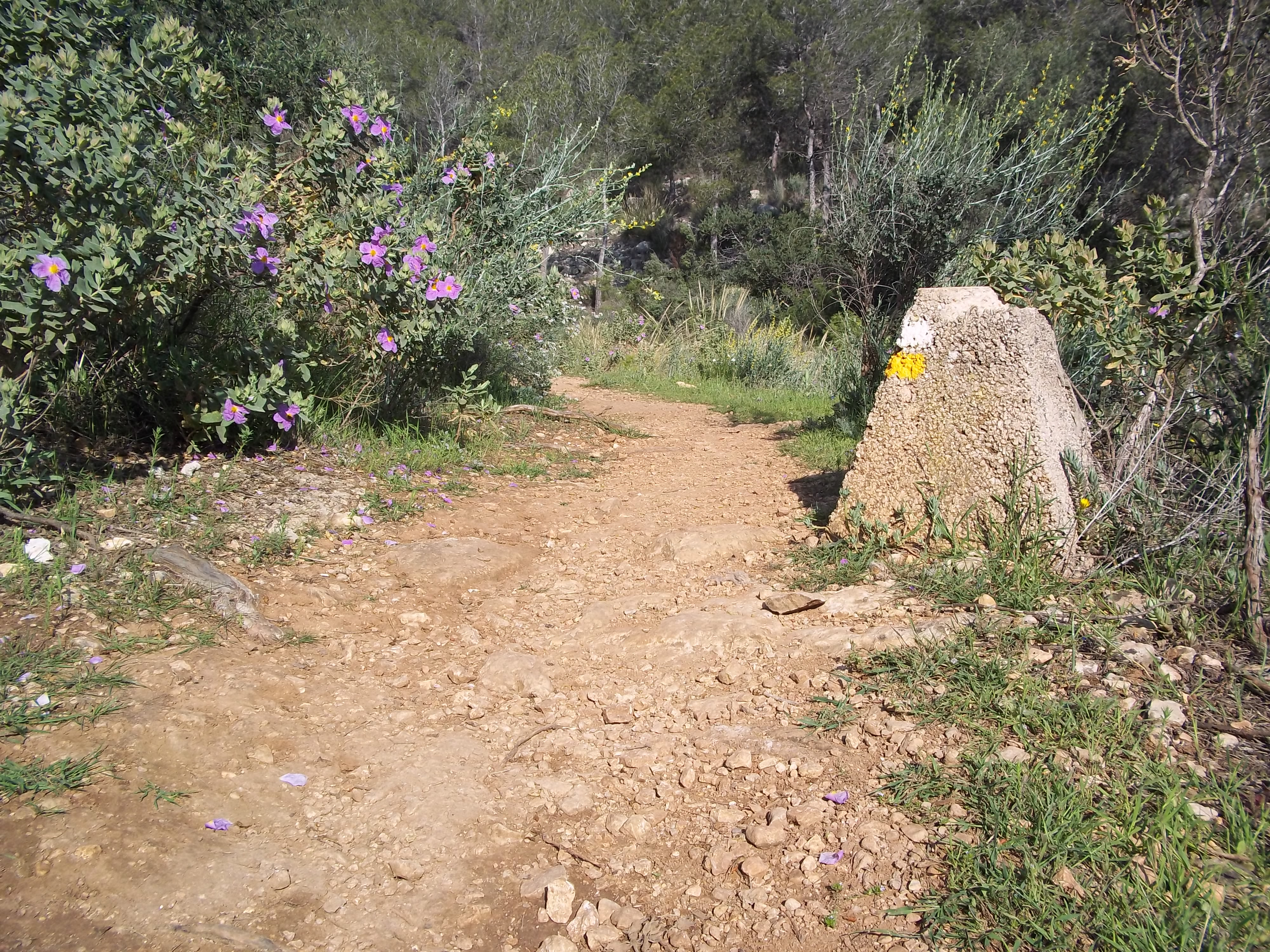
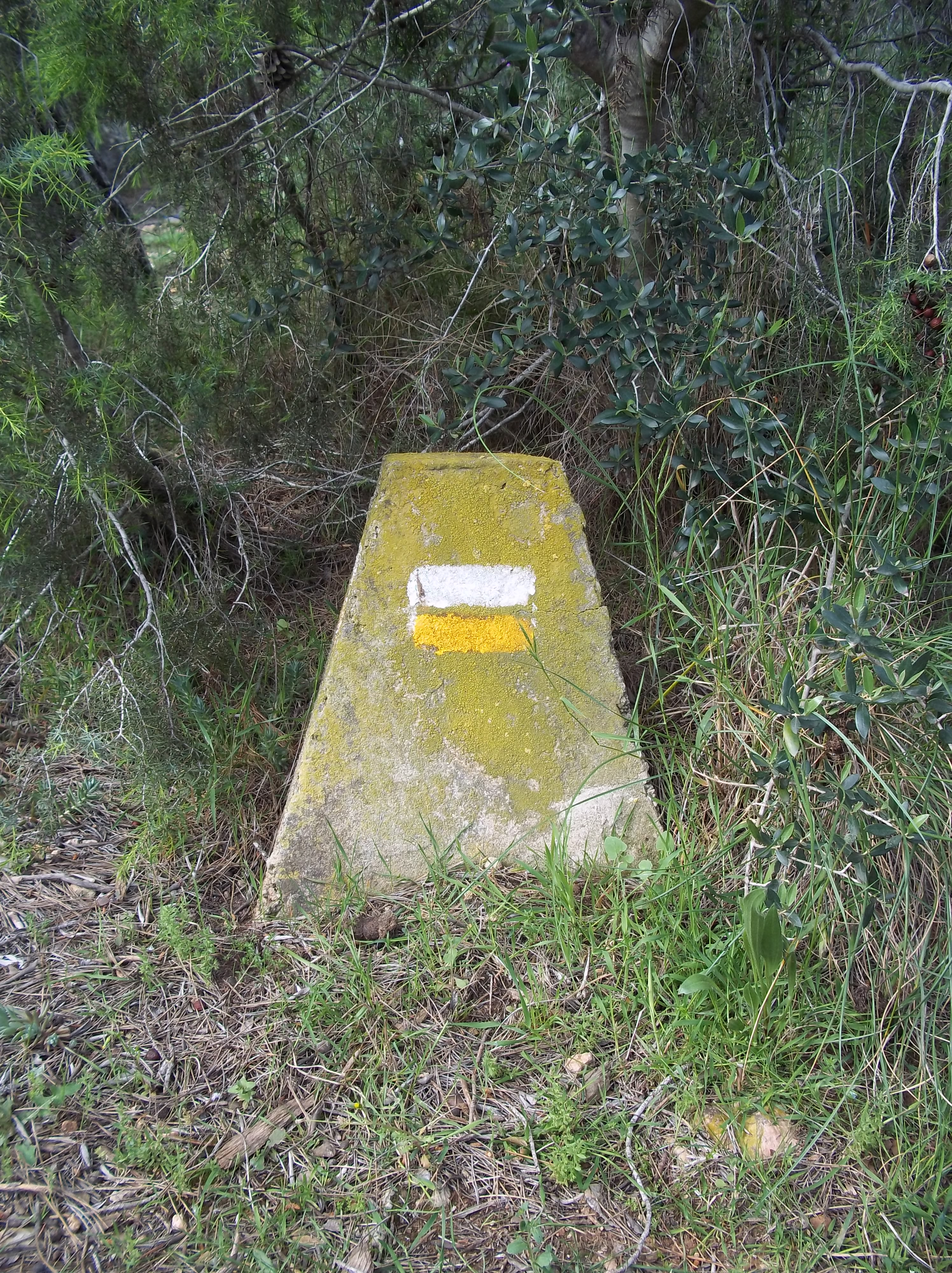
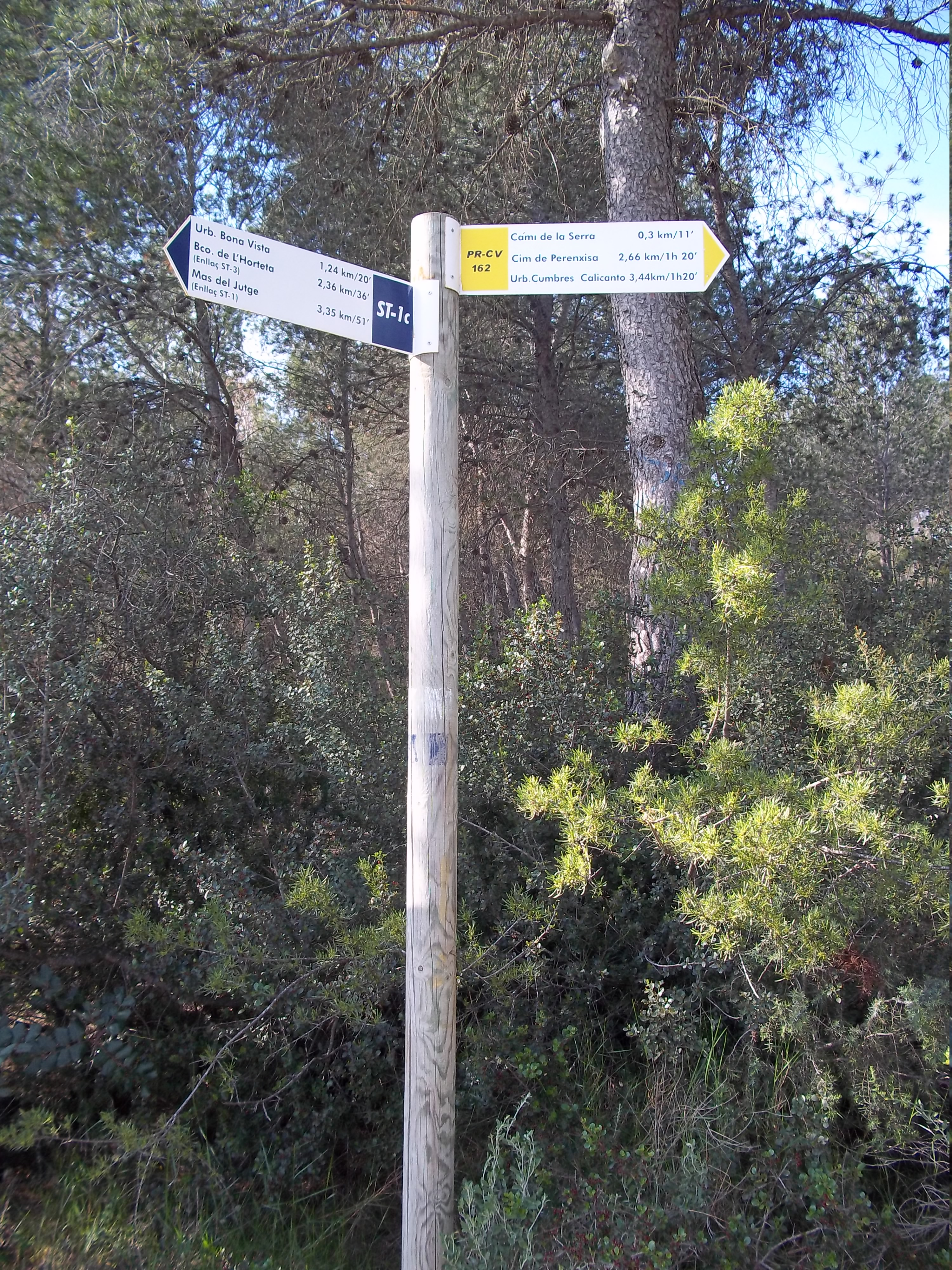
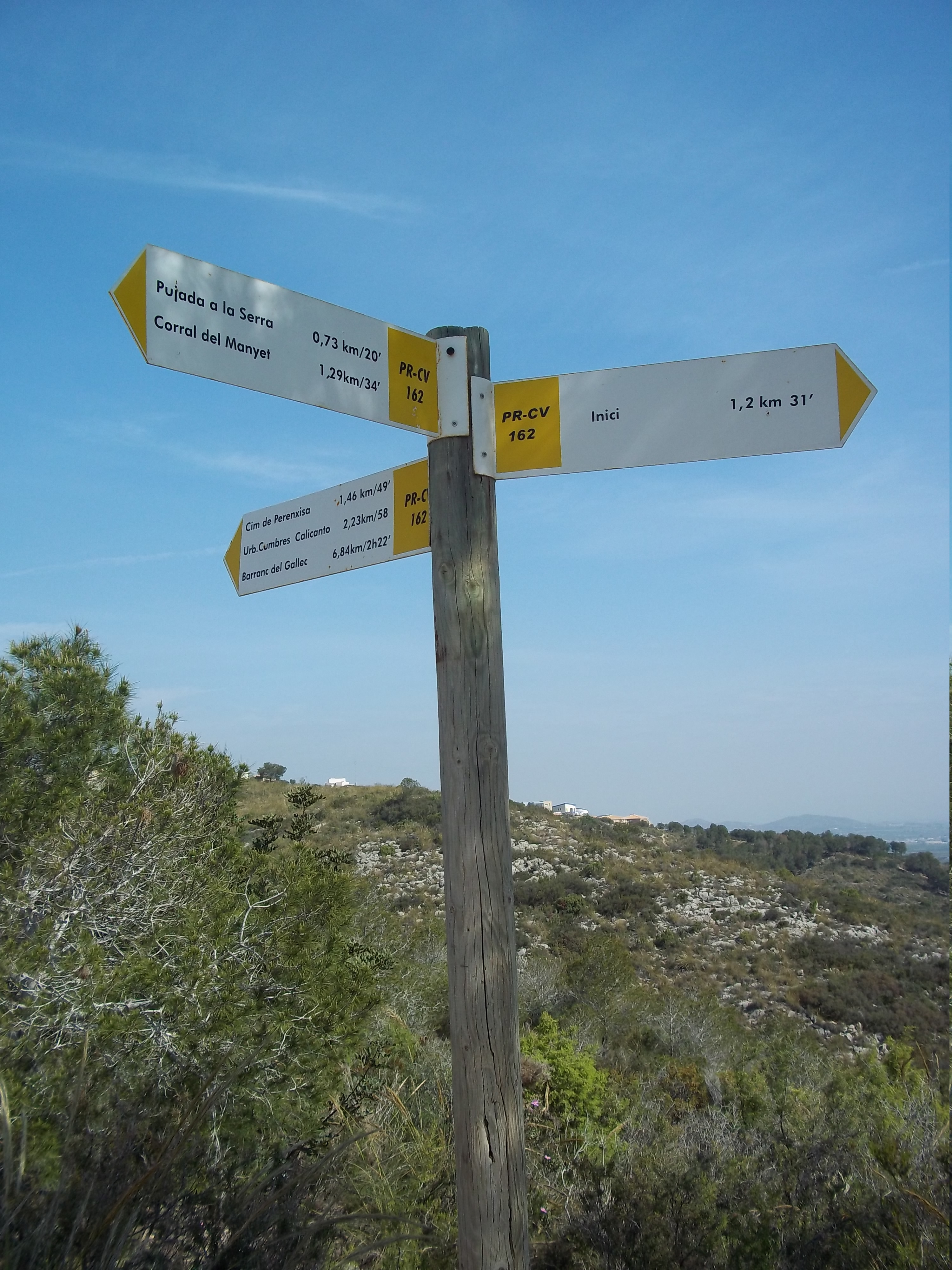
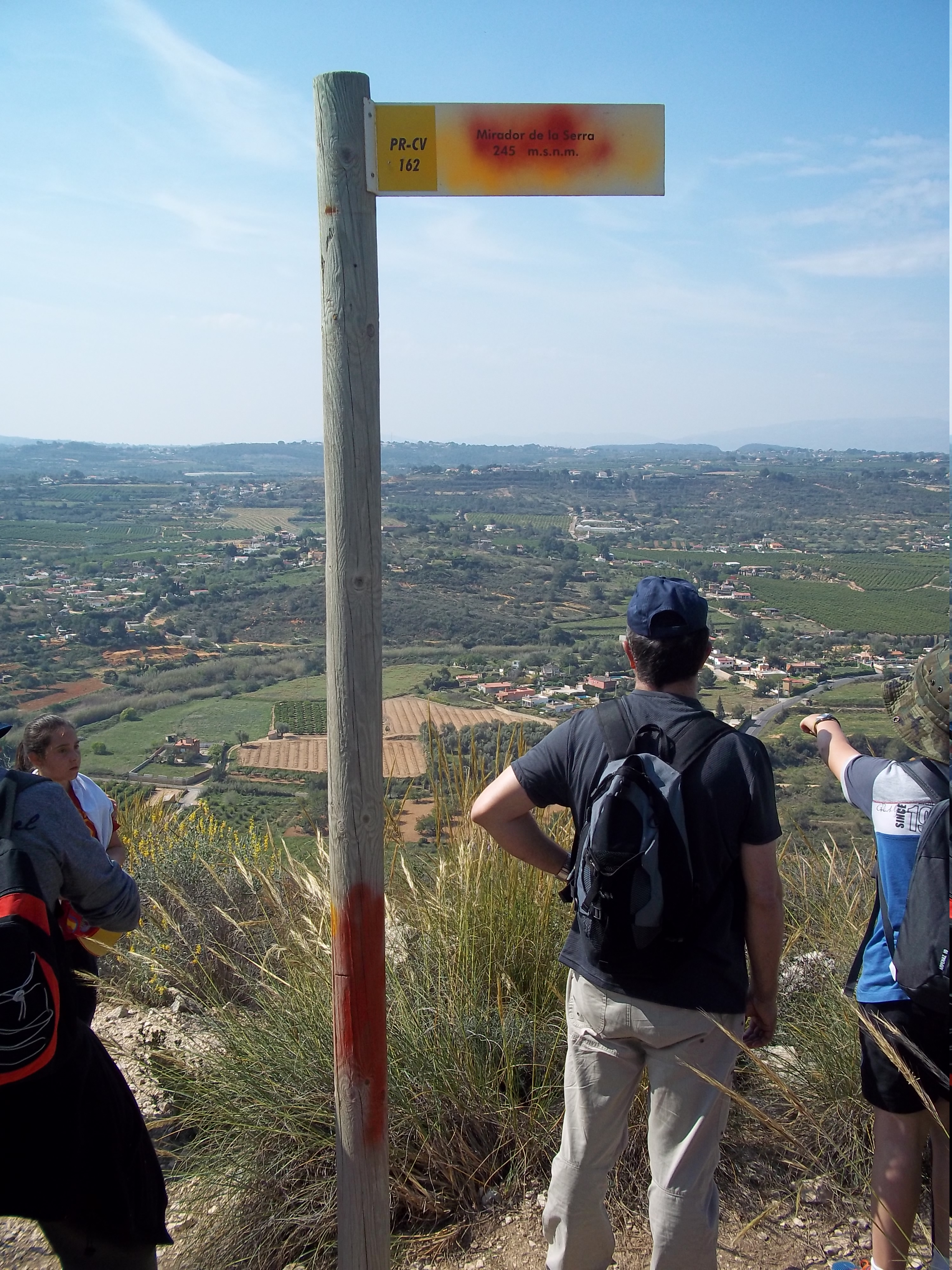

## Vegetació

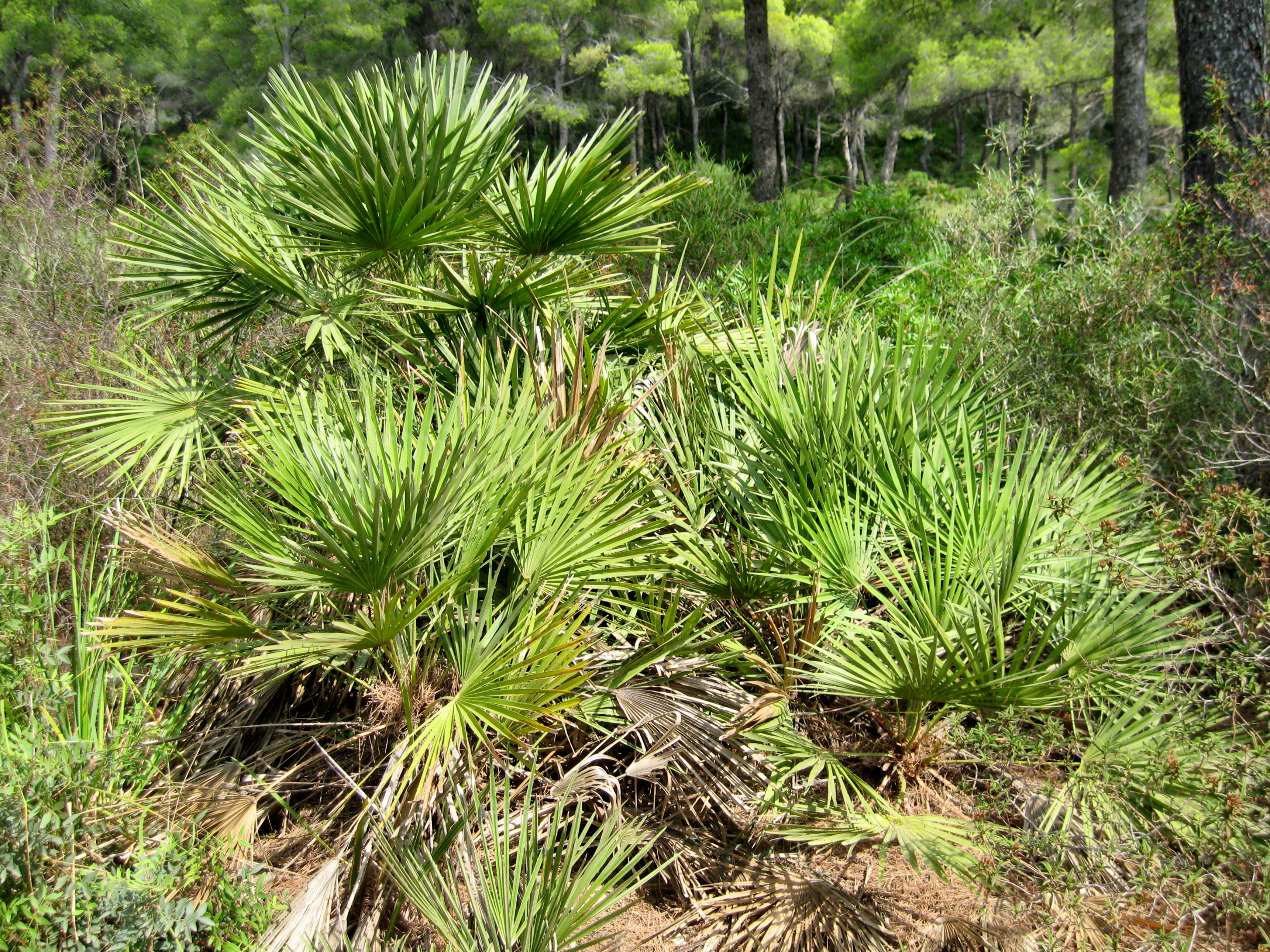
El Margalló (Chamaerops humilis) és l'única palmera autòctona d'Europa

A la serra Perenxisa la vegetació està formada principalment per matoll arbustiu, formant la típica garriga mediterrània, acompanyada de margalló, única palmera autòctona d'Europa, en la que es troben entre els arbustos de major mida. En l'estrat de vegetació de menor mida, es troben Lamiàcies, Cistàcies i també algunes espècies de lleguminoses i gramínies. L'estrat arbori el formen principalment exemplars de pi blanc, resultant un estrat arbori molt clar i irregularment distribuït, al que s'afigen petits grups d'alzines, garrofers i oliveres, trobant-se també espècies lianoides com la rogeta (Rubia peregrina), l'esbarzer, la vidiella i la sarsa.